# Anvers (stacja metra)
Anvers - stacja 2 linii metra  w Paryżu. Stacja znajduje się na pograniczu 9. i 18. dzielnicy Paryża. Została otwarta 7 października 1902 r.